# Grábrókarfell
Grábrókarfell – góra sąsiadująca z miasteczkiem Bifröst w  regionie Vesturland.

## Opis

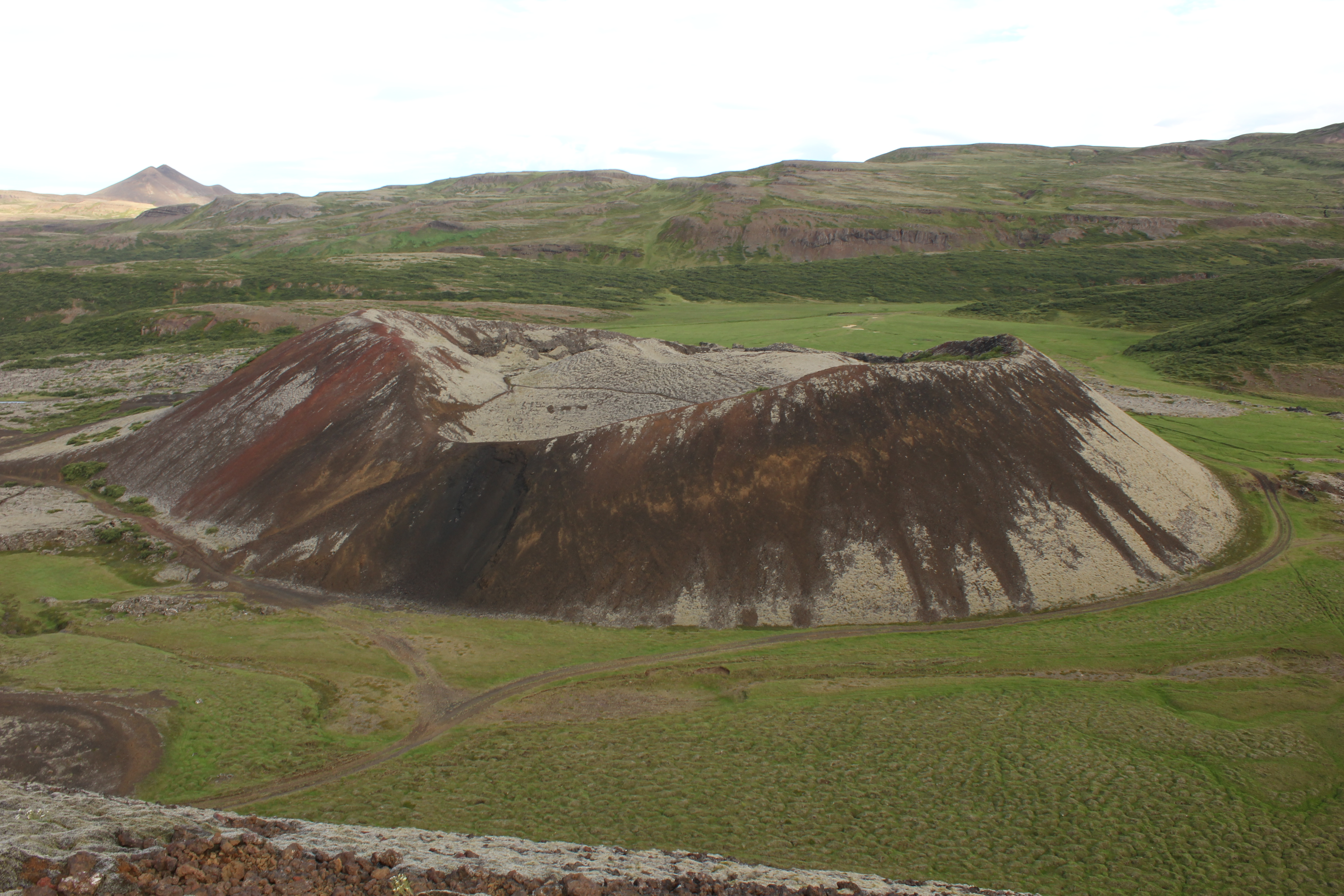
Grábrókarfell

Góra ma 3500 lat i jest kraterem. Do najbliższego lodowca (jest to drugi pod względem wielkości lodowiec kraju - Langjökull) są 42 kilometry. Znacznie dalej jest trzeci - Hofsjökull. Góra znajduje się w rezerwacie przyrody Grábrókargígar.
Niespełna 400 m od góry znajduje się inna góra: Grábrók.